# USA:s damlandslag i rugby union
USA:s damlandslag i rugby union representerar USA i rugby union på damsidan. Laget har varit med i alla åtta världsmästerskap som har spelats hittills, och blev världsmästare i den första turneringen 1991.